# Nou Catàleg General Revisat
El Nou Catàleg General Revisat (en anglès Revised New General Catalogue o RNGC), és una revisió del Nou Catàleg General feta per J. L. I. Dreyer. Algunes de les mesures de lluentor de Dreyer, o les descripcions dels objectes astronòmics no eren precises, heus aquí el motiu d'aquest nou treball. La majoria dels programes d'ordinador utilitzen aquesta revisió com a base de dades.

## Altres catàlegs astronòmics
- Catàleg Índex
- Catàleg General
- Nou Catàleg General
- Catàleg Messier
- Catàleg de galàxies principals
- Catàleg General Upsala